# Flayat
Flayat ist eine Gemeinde im Zentralmassiv in Frankreich. Sie gehört zur Region Nouvelle-Aquitaine, zum Département Creuse, zum Arrondissement Aubusson und zum Kanton Auzances.

## Geografie
Die Gemeinde grenzt im Norden an Basville, im Nordosten an Fernoël, im Osten an Giat, im Südosten an Saint-Merd-la-Breuille, im Südwesten an Saint-Oradoux-de-Chirouze, im Westen an Malleret und Saint-Agnant-près-Crocq und im Nordwesten an Crocq. Die vormalige Route nationale 696 führt über Flayat.

## Sehenswürdigkeiten
- Kirche Saint-Martin, erbaut im 13. oder 14. Jahrhundert, erneuert im 19. Jahrhundert

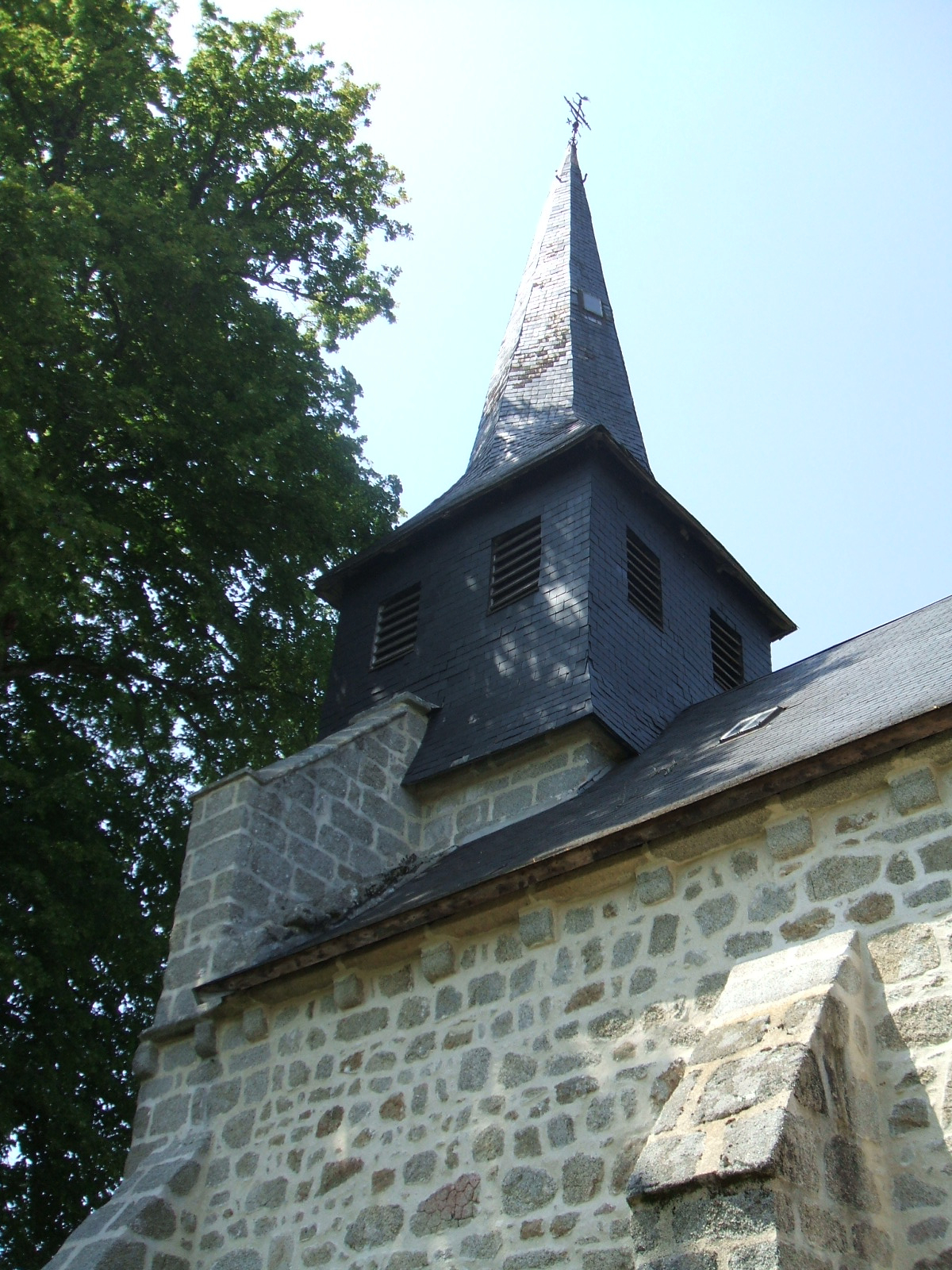
Kirche Saint-Martin

## Bevölkerungsentwicklung
| Jahr      | 1962 | 1968 | 1975 | 1982 | 1990 | 1999 | 2008 | 2012 |
| --------- | ---- | ---- | ---- | ---- | ---- | ---- | ---- | ---- |
| Einwohner | 622  | 533  | 489  | 447  | 364  | 380  | 339  | 330  |